# Sericia sumbana
Sericia sumbana är en fjärilsart som beskrevs av Swinhoe 1918. Sericia sumbana ingår i släktet Sericia och familjen nattflyn. Inga underarter finns listade i Catalogue of Life.